# Luke Burgess
Luke Burgess (Newcastle, 20 agosto 1983) è un ex rugbista a 15 australiano, in carriera attivo nel ruolo di mediano di mischia e 3º classificato alla Coppa del Mondo di rugby 2011 con l'Australia.

## Biografia
Professionista nella franchise dei Brumbies, Burgess trovò scarso impiego nel ruolo di mediano di mischia stante la concomitanza nel ruolo di George Gregan; dopo soli due incontri in due stagioni di Super Rugby, si trasferì agli Waratahs nel 2007, trovando anche nel 2008 la Nazionale dopo il ritiro internazionale dello stesso Gregan (esordio contro l'Irlanda a Melbourne).
Titolare fisso in Nazionale australiana, si aggiudicò in due mesi il Tri Nations e a seguire il terzo posto alla Coppa del Mondo di rugby 2011 in Nuova Zelanda, nel corso della quale disputò i suoi più recenti incontri internazionali, avendo scelto, già dall'aprile precedente, di giocare in Francia nel Tolosa, con cui si è aggiudicato il titolo nazionale 2011-12.
Nel 2013 torna a giocare in Australia nei Melbourne Rebels; dopo tre stagioni di Super Rugby firma con la franchigia italiana delle Zebre per giocare la stagione 2015-2016.

## Palmarès
- Campionati francesi: 1
Tolosa: 2011-12